# یوناس تام
یوناس تام (استونیایی: Joonas Tamm؛ زادهٔ ۲ فوریهٔ ۱۹۹۲) بازیکن فوتبال اهل استونی است.
از باشگاه‌هایی که در آن بازی کرده‌است می‌توان به باشگاه فوتبال سمپدوریا، باشگاه فوتبال نورشوپینگ، باشگاه فوتبال ویلیاندی تولویک، و باشگاه فوتبال فلورا تالین اشاره کرد.
وی همچنین در تیم‌های ملی فوتبال زیر ۲۱ سال استونی، زیر ۲۳ سال استونی و استونی بازی کرده‌است.